# Montgesoye
Montgesoye ist eine französische Gemeinde mit 494 Einwohnern (Stand: 1. Januar 2022) im Département Doubs in der Region Bourgogne-Franche-Comté.

## Geographie
Montgesoye liegt auf 356 m über dem Meeresspiegel, vier Kilometer südöstlich von Ornans und etwa 21 Kilometer südsüdöstlich der Stadt Besançon (Luftlinie). Das Dorf erstreckt sich im Jura, im Tal der Loue bei der Einmündung des Ruisseau de Vaux, umrahmt von den Vorsprüngen der umgebenden Hochplateaus.
Die Fläche des 11,06 km² großen Gemeindegebiets umfasst einen Abschnitt des westlichen französischen Juras. Der zentrale Teil des Gebietes wird vom Tal der Loue eingenommen. Der Fluss strömt hier in leicht gewundenem Lauf durch eine rund ein Kilometer breite flache Talaue von Südosten nach Nordwesten. Das Erosionstal ist rund 250 m tief in die umgebenden Hochplateaus eingeschnitten. Im Bereich von Montgesoye besitzt die Loue mehrere kurze Seitentäler, die ebenfalls tief in das Hochplateau eingeschnitten sind, im Norden das Tal des Ruisseau de Cornebouche, im Osten dasjenige des Ruisseau de Vaux. Dazwischen befinden sich markante Vorsprünge des Plateaus. Die steilen Hänge der Loue und ihrer Seitentäler werden an der Oberkante verschiedenenorts von markanten Felswänden einer widerstandsfähigen Kalkschicht gekrönt. Im Westen reicht das Gemeindeareal auf die Höhe des Bois de la Soue und an den Rand des Plateaus von Amancey. Hier wird mit 624 m die höchste Erhebung von Montgesoye erreicht. Östlich des Dorfes liegen die Höhen des Bois sur Roche (bis 600 m).
Nachbargemeinden von Montgesoye sind Saules und Durnes im Norden, Vuillafans im Osten, Châteauvieux-les-Fossés und Chantrans im Süden sowie Ornans im Westen.

## Geschichte
Die Anfänge von Montgesoye gehen auf das 9. Jahrhundert zurück. Eine mächtige Adelsfamilie war hier ansässig. Die Herren von Montgesoye gelten auch als die Gründer des Klosters Mouthier-Haute-Pierre. Mit der Errichtung der neuen, strategisch besser gelegenen Burg Châteauvieux verlagerte sich der Mittelpunkt der Herrschaft im Hochmittelalter zum benachbarten Châteauvieux. Das alte Schloss von Montgesoye wurde 1636 zerstört, später jedoch wieder aufgebaut. Zusammen mit der Franche-Comté gelangte Montgesoye mit dem Frieden von Nimwegen 1678 an Frankreich. Heute ist Montgesoye Mitglied des 24 Ortschaften umfassenden Gemeindeverbandes Loue-Lison.

## Sehenswürdigkeiten
Die einschiffige Dorfkirche Saint-Gengoul in Montgesoye stammt aus dem 15. Jahrhundert, wurde aber 1763 unter Einbezug des gotischen Chors weitgehend neu erbaut. Von der mittelalterlichen Burg Montgesoye sind einzig die Fundamente eines Turms aus dem 9. Jahrhundert und ein Renaissanceportal erhalten. Heute steht an der Stelle ein Bau von 1890. Sehenswert ist auch das Musée du Costume comtois, in dem Trachten und Spitzen aus der Region gezeigt werden.
|  |  |  |  |

## Bevölkerung
| Jahr                       | 1962 | 1968 | 1975 | 1982 | 1990 | 1999 | 2006 | 2016 |
| Einwohner                  | 360  | 396  | 445  | 437  | 408  | 432  | 495  | 472  |
| Quellen: Cassini und INSEE |      |      |      |      |      |      |      |      |

Mit 494 Einwohnern (1. Januar 2022) gehört Montgesoye zu den kleinen Gemeinden des Départements Doubs. Nachdem die Einwohnerzahl in der ersten Hälfte des 20. Jahrhunderts markant abgenommen hatte (1881 wurden noch 600 Personen gezählt), wurde in den letzten Jahren wieder ein deutliches Bevölkerungswachstum verzeichnet.

## Wirtschaft und Infrastruktur
Montgesoye war bis weit ins 20. Jahrhundert hinein ein vorwiegend durch die Landwirtschaft (Ackerbau, Obstbau und Viehzucht) geprägtes Dorf. Die Wasserkraft der Loue wurde schon früh für den Betrieb von Mühlen genutzt. Heute gibt es einige Betriebe des Kleingewerbes, darunter in den Branchen Holzverarbeitung und Treppenbau sowie verschiedene Handwerksbetriebe. Mittlerweile hat sich das Dorf auch zu einer Wohngemeinde gewandelt. Viele Erwerbstätige sind Wegpendler, die in den größeren Ortschaften der Umgebung ihrer Arbeit nachgehen.
Die Ortschaft ist verkehrstechnisch gut erschlossen. Sie liegt an der Departementsstraße D67, die von Ornans nach Pontarlier führt. Eine weitere Straßenverbindung besteht mit Durnes.
Der Bahnhof Montgesoye an der Bahnstrecke L’Hôpital-du-Grosbois–Lods ist mitsamt der Strecke stillgelegt.